# Littoral augeron
Littoral augeron este o arie protejată (arie de protecție specială avifaunistică — SPA) din Franța întinsă pe o suprafață de 20.901,4 ha, integral marine.

## Localizare
Centrul sitului Littoral augeron este situat la coordonatele 49°22′00″N 0°04′00″W / 49.36667°N 0.06667°V.

## Înființare
Situl Littoral augeron a fost declarat arie de protecție specială avifaunistică în baza directivei 79/409 din 1979 referitoare la conservarea păsărilor sălbatice pentru a proteja 30 de specii de animale.

## Biodiversitate
Situată în ecoregiunea atlantică, aria protejată nu include niciun habitat protejat.
La baza desemnării sitului se află mai multe specii protejate de  păsări (30): alca (Alca torda), Aythya marila, chirighiță neagră (Chlidonias niger), cufundar mic (Gavia stellata), Larus argentatus, pescăruș sur (Larus canus), pescăruș negricios (Larus fuscus), Larus marinus, pescăruș-cu-cap-negru (Larus melanocephalus), pescăruș mic (Larus minutus), pescăruș râzător (Larus ridibundus), Larus sabini, rață catifelată (Melanitta fusca), rață neagră (Melanitta nigra), Mergus serrator, sula bassana (Morus bassanus), cormoran mare (Phalacrocorax carbo), corcodel-urechiat (Podiceps auritus), corcodel mare (Podiceps cristatus), corcodel-cu-gât-roșu (Podiceps grisegena), Puffinus puffinus, Rissa tridactyla, eider (Somateria mollissima), lup de mare mic (Stercorarius parasiticus), Stercorarius pomarinus, chiră mică (Sterna albifrons), chiră de baltă (Sterna hirundo), Sterna paradisaea, chiră de mare (Sterna sandvicensis), Uria aalge.
Pe lângă speciile protejate, pe teritoriul sitului au mai fost identificate 4 specii de nevertebrate, 1 specie de pești.